# Parc naturel de la zone volcanique de la Garrotxa
Le parc naturel de la zone volcanique de la Garrotxa se trouve dans la Cordillère transversale, en la comarque de la Garrotxa, en Catalogne.

## Contexte
Il s'agit du meilleur ensemble paysager volcanique de la péninsule Ibérique. On y recense une quarantaine de cônes volcaniques, en bon état de conservation, et plus de vingt coulées de lave de nature basaltique.  Le relief, le soleil et le climat autorisent une végétation variée, souvent exubérante, comprenant des chênes verts et rouvres, ainsi que des hêtraies d'une valeur paysagère exceptionnelle.
C'est un espace très peuplé, différent de l'image habituelle des zones protégées. Il s'agit d'un espace public organisé pour promouvoir et faciliter les activités ludiques et récréatives, mais également d'un territoire protégé pour la sauvegarde d'espèces animales.
La superficie protégée inclut 11 communes et 26 réserves naturelles. L'objectif est de rendre compatibles la conservation et le développement économique sous régime de protection, pour éviter les dommages provoqués par les extractions minières, la croissance urbaine et les décharges incontrôlées de déchets.
Au cours de l'année 1982, la zone comprise entre les vallées du Fluvià et de la Ser, ainsi que les hauts de vallée de l'Aiguavella et de Sant Iscle fut déclarée Parc Naturel d'Intérêt National par la Generalitat de Catalunya. La même loi déclara Réserves Intégrales Géobotaniques la plus grande partie des cônes volcaniques et la hêtraie du Jordà.
Toute cette zone volcanique se trouve actuellement protégée en sa qualité de parc naturel de la Zone Volcanique de la Garrotxa, incluant les 40 volcans et avec une superficie de 12 007 ha (120,07 km2).

## Système volcanique

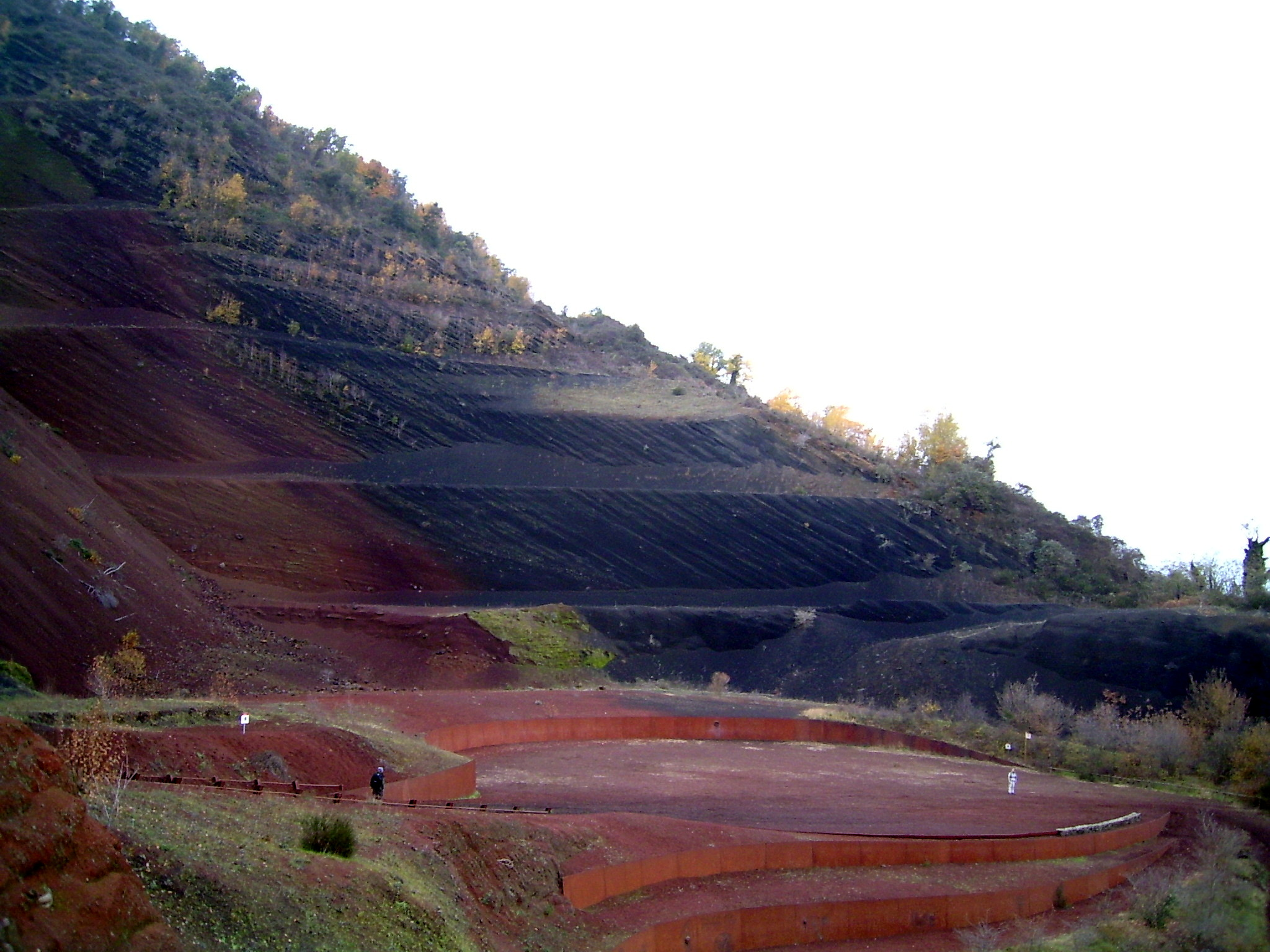
Volcan du Croscat

Le centre du parc est formé par la plaine d'Olot et ses versants (le champ de lave occupe une grande partie de la plaine, soit environ 25 km2), par où la lave a coulé en suivant la vallée du fleuve Fluvià, arrivant jusqu'à Sant Jaume de Llierca. 
Un autre secteur important est constitué par la vallée tectonique de la rivière Ser, au pied de l'escarpement provoqué par la faille dans les massifs du Corb et de Finestres, où se trouvent les volcans les plus importants : Santa Margarida et Croscat. Ici, la lave a suivi la vallée par le versant de la rivière jusqu'au Molino de Gibert, après la cascade Sallent de Santa Pau. 
Enfin, il existe un troisième secteur constitué par une série de volcans situés dans la vallée de la rivière Llémena et dans celle de l'Adri. 
Autour d'Olot, il y eut également des éruptions anciennes puisque l'on peut trouver des pierres de basalte parmi les matériaux pliocéniques de la vallée du Fluvià.
Il y a eu différentes phases d'éruptions au cours de la période moderne, mais on peut les dater toutes autour de la moitié du Quaternaire.
Concernant les formes du relief, les cônes volcaniques sont de type strombolien, parmi lesquels certains ont un cratère central (Montsacopa, Santa Margarida), d'autres un cratère latéral (Garrinada). Ils sont constitués de scories, petites et uniformes (Montsacopa), ou par des gros matériaux (Montolivet, Croscat). Il existe également des tables de lave, mises au jour par l'érosion fluviale, comme à Castellfollit de la Roca ou à Sant Joan les Fonts, où on peut voir la constitution interne consolidée en prismes allongés. 
Dans le secteur de la Ser, les accumulations de lapilli sont abondantes et, près d'Olot, les formations de laves poreuses sont consolidées dans les zones marécageuses, comme dans le bois de Tosca.

## Lieux naturels présentant un intérêt particulier
Liste non exhaustive :
- La hêtraie du Jordà
- Le volcan du Croscat
- Le volcan de Santa Margarida

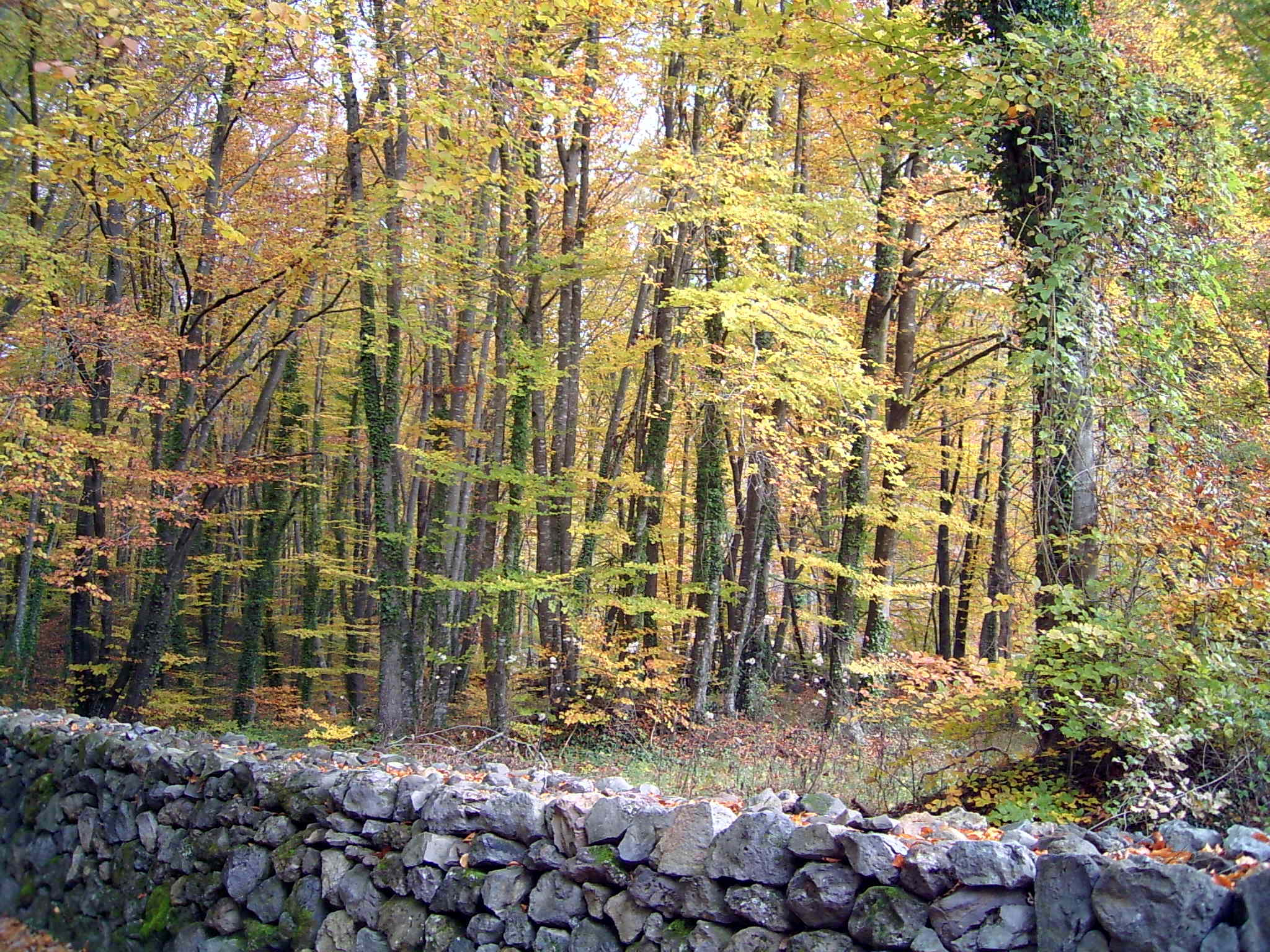
La hêtraie du Jordà.

- Le plateau de Batet et le volcan de Pujalós
- Le bois de Tosca
- La coulée basaltique de Castellfollit de la Roca
- Le fleuve Fluvià
- La rouvraie de la Moixina
- Le volcan du Montsacopa à Olot.

## Municipalités incluses dans le parc
- Castellfollit de la Roca
- Mieres
- Montagut
- Olot
- Les Planes d'Hostoles
- Les Preses
- Sant Aniol de Finestres
- Sant Feliu de Pallerols
- Sant Joan les Fonts
- Santa Pau
- La Vall de Bianya

## Points d'information
- Casal dels Volcans - Av. Santa Coloma, s/n - 17800 Olot - Tel.:972 266 202 -  972 266 012
- Can Serra (Fageda d'en Jordà) - Ctra. Olot- Santa Pau, Km 4 - 17811 Santa Pau - Tel.: 972 195 074
- Can Passavent - Volcan du Croscat - 17800 Olot - Tel.: 972 195 094